# Меэт, Янек
Янек Меэт (эст. Janek Meet; 2 мая 1974, Вильянди) — эстонский футболист, левый защитник. Выступал за национальную сборную Эстонии.

## Биография

### Клубная карьера
Воспитанник ДЮСШ города Вильянди, тренер — Лео Ира. На взрослом уровне дебютировал в первом независимом чемпионате Эстонии в 1992 году в составе местного «Тулевика». В составе команды провёл два сезона в высшей лиге (30 матчей) и полтора — в первой лиге.
В сезоне 1994/95 выступал за таллинскую «Норму». Затем перешёл в систему «Флоры», в основной команде дебютировал в сезоне 1996/97. Стал двукратным чемпионом Эстонии (1997/98, 1998). Также выступал на правах аренды за клубы высшей и первой лиги.
В 2000—2002 годах снова играл за «Тулевик», а в 2003—2008 годах — за «Курессааре». Завершил профессиональную карьеру в 2008 году, потом несколько лет играл на любительском уровне.
В высшем дивизионе Эстонии сыграл 235 матчей и забил 5 голов.

### Карьера в сборной
В национальной сборной Эстонии дебютировал 19 мая 1995 года в матче с командой Латвии, заменив на 44-й минуте Яна Ыуна. Последний матч сыграл 25 февраля 2000 года против Таиланда. Всего провёл за сборную 37 матчей, голов не забивал.
В 2005 году сыграл три матча за сборную острова Сааремаа в соревнованиях NF-Board.

## Достижения
- Чемпион Эстонии (2): 1997/98, 1998